# Region Kantō
Region Kantō (jap. 関東地方 Kantō-chihō) – kraina geograficzna we wschodniej Japonii, na wyspie Honsiu. Region ten obejmuje następujące prefektury: Gunma, Tochigi, Ibaraki, Saitama, Tokio, Chiba i Kanagawa.
Nazwa Kantō (jap. 関東) oznacza region Japonii, "położony na wschód od punktu kontroli ruchu osobowego i towarowego" o nazwie Hakone Sekisho (jap. 箱根関所). W okresie Edo znajdował on się w miejscowości Hakone (jap. 箱根町 Hakone-machi), usytuowanej na trakcie Tōkaidō (jap. 東海道) łączącym Edo (obecnie Tokio) z Kioto. W 2007 roku ukończono trwającą trzy lata rekonstrukcję tego posterunku celnego, który znajduje się nad jeziorem Ashi.
Słowo "Kantō" jest utworzone z dwóch znaków. Pierwszy z nich (関), jest czytany po sinojapońsku "kan" i w tym wypadku został zaczerpnięty ze słowa punkt kontrolny (jap. 関所 sekisho), gdzie jest czytany po japońsku jako "seki". Drugi znak "tō" (東) znaczy "wschód".
Przez Kantō określa się popularnie obszar położony wokół Tokio, także jako przeciwstawienie nazwy Kansai (関西) czyli regionu "na zachód od punktu kontroli", a więc w odniesieniu do zachodniej Japonii.
W dniu 1 września 1923 roku region ten uległ ogromnym zniszczeniom przez wielkie trzęsienie ziemi i falę tsunami. Zginęło ponad 100 tys. ludzi.

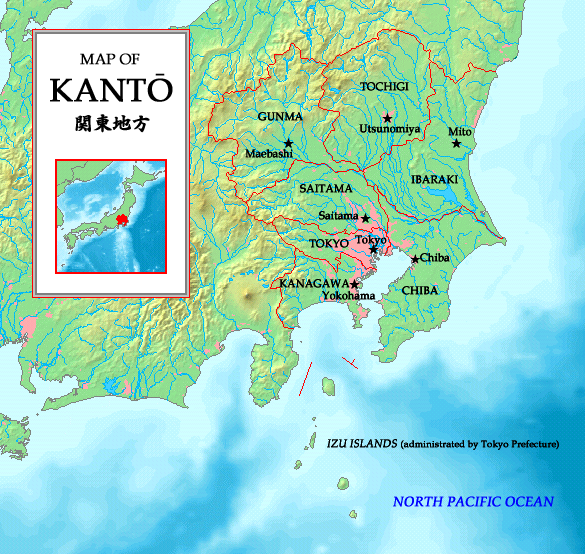
Mapa regionu Kantō